# Yassir Zabiri
Yassir Zabiri (en arabe : يسير محمد زبيري), né le 23 février 2005 à Casablanca (Maroc), est un footballeur marocain jouant au poste d'attaquant au FC Famalicão.

## Biographie

### En club
Yassir Zabiri commence le football en intégrant l'Académie Mohammed VI de football jusqu'en 2024,,.
En janvier 2024, il s'engage jusqu'en fin de saison au US Touarga pour disputer la deuxième partie de saison 2023-2024 en Botola Pro. Il dispute ainsi sa première rencontre officielle le 7 février 2024 contre le Rapide Club d'Oued-Zem (victoire, 1-2). Deux mois plus tard, il inscrit son premier but professionnel contre le Chabab Mohammédia, dans un match extérieur qu'il remporte sur le score de deux buts à zéro. En fin de saison, il est convoité par plusieurs clubs européens,.
Le 26 août 2024, il s'engage au FC Famalicão pour une durée de quatre saisons,,,. Sous la houlette de l'entraîneur Armando Evangeslista, il est en concurrence avec les joueurs Óscar Aranda et Mario González. Le 14 septembre, il dispute son premier match en championnat portugais contre le Gil Vicente FC en remplaçant Gustavo Sá dans les minutes additionnelles (match nul, 1-1). Un mois plus tard, à l'occasion d'un match de Coupe du Portugal contre le G.D. Lagoa, il reçoit sa première titularisation, inscrivant par la même occasion un doublé, offrant ainsi la victoire à son équipe qui l'emporte sur le score de deux buts à zéro,.

### En sélection
En novembre 2024, il participe au championnat d'Afrique du Nord (tournoi UNAF) à domicile avec le Maroc des moins de 20 ans et remporte ainsi son premier titre international, le qualifiant automatiquement à la prochaine Coupe d'Afrique des nations,.
En avril 2025, il est convoqué par Mohammed Ouahbi pour prendre part à la Coupe d'Afrique des nations avec le Maroc des moins de 20 ans,. Lors du premier match de poule, il est titularisé et inscrit un doublé contre le Kenya des moins de 20 ans, avant de sortir sur une blessure. Il ne finira finalement pas la compétition dû à un forfait. Le 15 mai 2025, il se qualifie en finale de la CAN grâce à une victoire 0-1 contre l'Égypte des moins de 20 ans,.

## Palmarès

### En sélection
- Maroc -20 ans
  - Coupe d'Afrique des nations
    -  Finaliste en 2025[22],[23].

  - Championnat d'Afrique du Nord
    -  Vainqueur en 2024[16]